# 내염
내염(來豔, ? ~ 178년)은 중국 후한 말기의 관료로, 자는 계덕(季德)이며, 형주 남양군 신야현(新野縣) 사람이다. 개국공신 내흡의 후손으로, 조부 내력은 태복을 지냈다.

## 생애
건녕 4년(171년), 태상의 자리에 있다가 사공에 임명되었으나, 같은 해 7월에 면직되었다. 이후 다시 태상이 되었다가, 광화 원년(178년), 다시 사공이 되었으나 그 해에 죽었다.
내민은 그의 아들이며, 황완은 그의 사위이다.